# Nonsenslitteratur

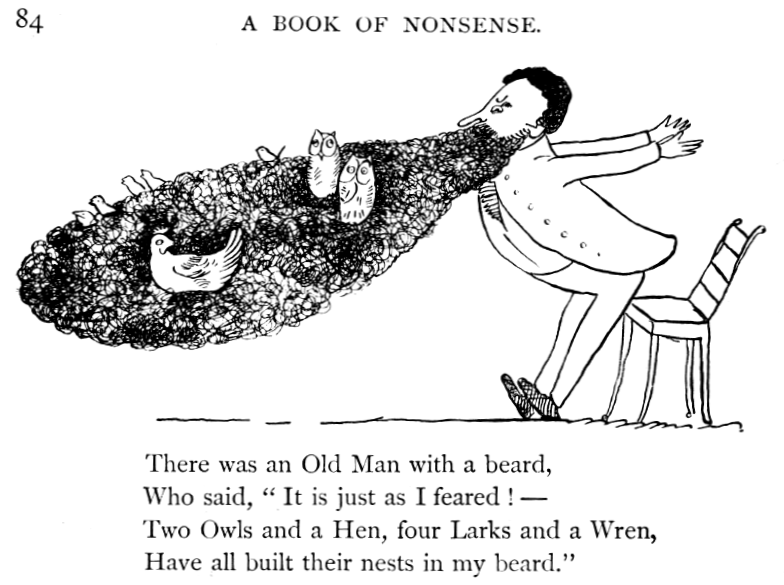
En bild från Edward Lears nonsensbok.

Nonsenslitteratur är en litterär genre där texten är utformad så att den vid en första anblick verkar seriös, men vid en något djupare granskning saknar rimlighet och mening.
Nonsenseffekten skapas ofta av ett överflöd av mening, snarare än brist på det. Nonsens är ofta till sin natur humoristisk, fast humorn skapas av dess meningslösa form, i motsats till humor i allmänhet som är rolig därför att den ”har en mening”. 
Exempel på drag av nonsenslitteratur är delar av Lewis Carolls Alice i Underlandet, där Alices förnuftiga frågor får orimliga och enerverande svar. Edward Lear anses vara en pionjär inom genren, med sin A Book of Nonsense, som utkom 1846.